# Штьявница
Штья́вница (словац. Štiavnica) — река в Словакии, правый приток Ипеля.
Длина — 55 км. Площадь водосборного бассейна — около 441 км². Средний расход воды 2,7 м³/с.
Берёт начало в массиве Штьявницке-Врхи у Банска-Штьявницы. Течёт на юг через районы Банска-Штьявница, Крупина и впадает в Ипель на территории района Левице. На берегах Штьявницы расположены населённые пункты Пренчов, Гонтьянске-Немце, Гонтьянске-Тесаре, Терани, Горне-Семеровце.